# Жрецът
Жрецът (V) е петата карта от Главната аркана в окултните колоди Таро. Произлиза от историческата карта Папата в тестетата таро карти за игра. Използва се при гадаене.

## Описание и символика
Жрецът в повечето модерни колоди е изобразен с дясна ръка вдигната за благословия, с два пръста към небето и два към земята, сформиращи мост между Рая и Ада. Това превръща Жрецът в същински понтифекс, строител на моста между божественото и човечеството. С лявата си ръка държи троен кръст.
Често е рисуван седнал на трон между две колони, символизиращи закона и свободата или подчинението и неподчинението. Носи тройна корона, а в краката му са ключовете за рая. Понякога го изобразяват с поклонници. Той е мъжкото съответствие на Върховната жрица.

## История
В миналото Папата има религиозна, а също политическа и военна власт. По времето, когато е измислено тарото, Папата контролира голяма част от централна Италия, известна като Папска държава. Ренесансовата култура не поставя под съмнение абстрактния идеал за Папата като представител на Бог на Земята, но това не важи за участниците в Реформацията. В Марсилското таро е изобразен с червена пелерина и синя роба, в контраст с Папесата, която носи синя пелерина и червена роба.

## Тълкувание
Според книгата на Артър Едуард УейтА от 1910 г. „Картинен ключ към Таро“, Жрецът носи следните значения:
5. ЖРЕЦЪТ. -- Брак, съюз, плен, служба; според други сведения милост и добрина; вдъхновение; мъжа на Питащата или самия Питащ. Обърнат: Общество, разбирателство, хармония, прекалена добрина, слабост.